# مردگان متحرک: سردخانه
مردگان متحرک: سردخانه (به انگلیسی: The Walking Dead: Cold Storage) سریال اینترنتی چهار قسمتی بر اساس سریال تلویزیونی مردگان متحرک است. این سریال به‌طور کامل در ۱ اکتبر ۲۰۱۲ دو هفته قبل از پخش فصل سوم سریال، در وب سایت رسمی ای‌ام‌سی پخش شد. این مجموعه اینترنتی، بعد از مردگان متحرک: پاره پاره دومین مجموعه اینترنتی از سریال مردگان متحرک است.

## بازیگران
| - جاش استوارت در نقش چیس - سرینا وینسنت در نقش کلی | - دانیال روبوک در نقش بی. جی - کریس نلسون در نقش هریس |

## قسمت‌ها
| شم. | عنوان             | کارگردان        | نویسنده      | تاریخ پخش اصلی | زمان |
| --- | ----------------- | --------------- | ------------ | -------------- | ---- |
| ۱   | «قایم باشک»       | گریگوری نیکوترو | جان اسپوزیتو | ۱ اکتبر ۲۰۱۲   | ۴:۲۹ |
| ۲   | «کلیدهای پادشاهی» | گریگوری نیکوترو | جان اسپوزیتو | ۱ اکتبر ۲۰۱۲   | ۴:۵۷ |
| ۳   | «برگزیدگان»       | گریگوری نیکوترو | جان اسپوزیتو | ۱ اکتبر ۲۰۱۲   | ۵:۳۸ |
| ۴   | «عکس‌های فراق»     | گریگوری نیکوترو | جان اسپوزیتو | ۱ اکتبر ۲۰۱۲   | ۹:۰۴ |